# Abednico Powell
Abednico Powell (ur. 28 stycznia 1983 w Gaborone) – piłkarz botswański grający na pozycji środkowego pomocnika.

## Kariera klubowa
Powell jest wychowankiem klubu ECCO City Green. Zadebiutował w nim w pierwszej lidze botswańskiej. W 2007 roku wywalczył z nim mistrzostwo Botswany, a następnie w tym samym roku odszedł do Extension Gunners FC. Grał tam do 2010 roku i wtedy też przeszedł do Township Rollers. W 2011 roku został z nim mistrzem kraju. Następnie występował w: Mogoditshane Fighters (2013-2014), Gaborone United (2014-2015) i Extenssion Gunners (2015-2018).

## Kariera reprezentacyjna
W reprezentacji Botswany Powell zadebiutował 7 lutego 2007 roku w wygranym 1:0 towarzyskim meczu z Namibią. W 2012 roku został powołany do kadry na Puchar Narodów Afryki 2012. Od 2007 do 2014 wystąpił w niej 6 razy.